# Ротенхан (дворянский род)
Ротенхан (нем. Rotenhan) — старинный дворянский род. Семья баронов фон Ротенхан, а позднее графов фон Роттенхан принадлежат к благородным родам Франконии. Своё имя семья получила от одного из первых замков. Бароны фон Ротенхан были вассалами епископства Бамбергского. Мужчины рода были обязаны служить в статусе имперских рыцарей от кантона Баунах. Представитель семьи Александр фон Роттенхан воспитывался вместе с императором Иосифом II.

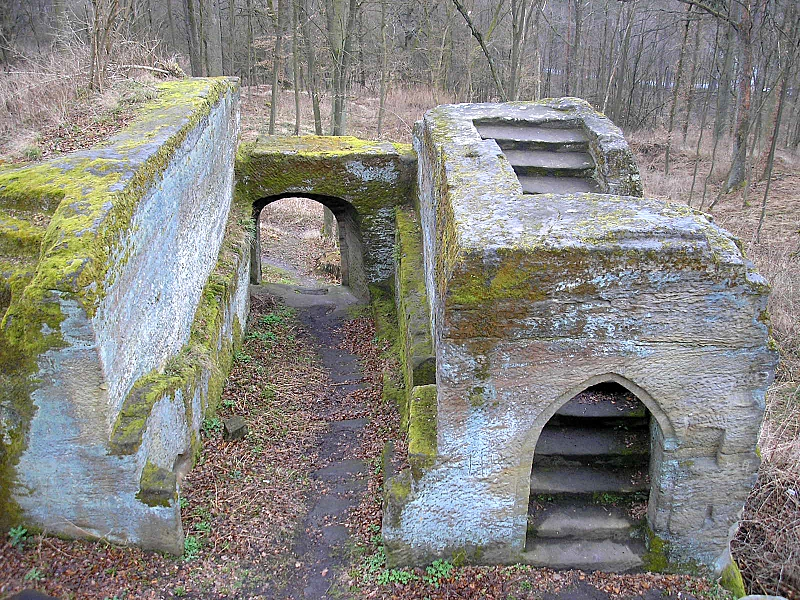
Руины замка Ротенхан, от названия которого появилось имя дворянского рода

## История
Родословная семьи прослеживается от одного из трёх братьев Лангхайм, которые были вассалами епархии Бамберга и принимали участие в основании монастыря Лангхайм (первое упоминание в документах относиться к 1132 году). Позднее они приняли имя де Ротха, которое давало право на фамильный герб.
Первое упоминание с именем фон Ротенхан относится к 1229 году. Речь идёт о Вольфраме де Ротенхагене, а в 1233 году упоминается Людвиг де Ротенхаген.
Родовым домом семьи стал замок Ротенхан, разрушенный в 1324 году, примерно в двух километрах к северу от Эберна в округе Хасберге в Нижней Франконии. Вскоре семья перебралась в замок Эйрихсхоф, который до сих пор находиться в собственности рода Ротенхан.
Со временем семья Ротенхан приобрела и смогла сохранить в собственности к началу XXI века несколько других владений: замок Эйрихсхоф, замок Рентвайн, замок Фишбах, замок Лихтенштайн, Саархоф в Марольдсвайзах и замок Нойенхоф в Тюрингии, а также бывший замок Унтермерцбах, замок Эбельсбах и замок Бухвальд (Нижняя Силезия).

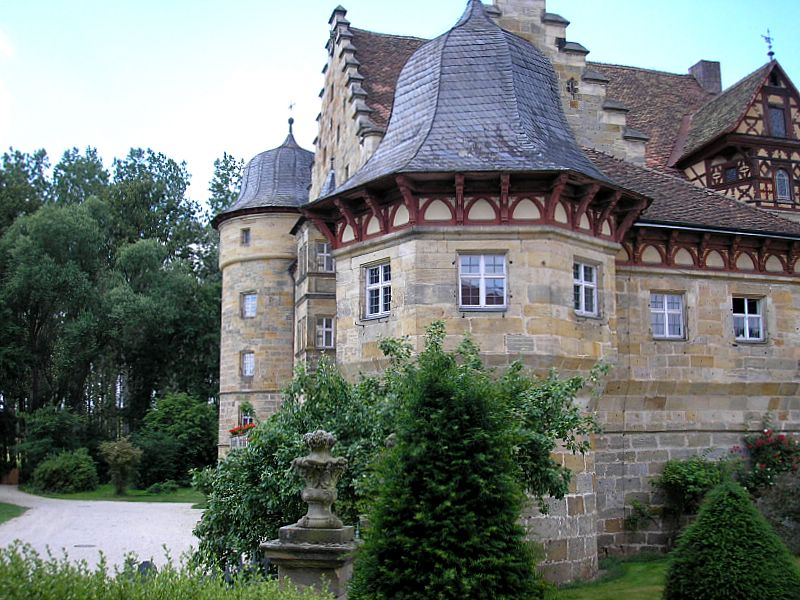
Замок Эйрихсхоф
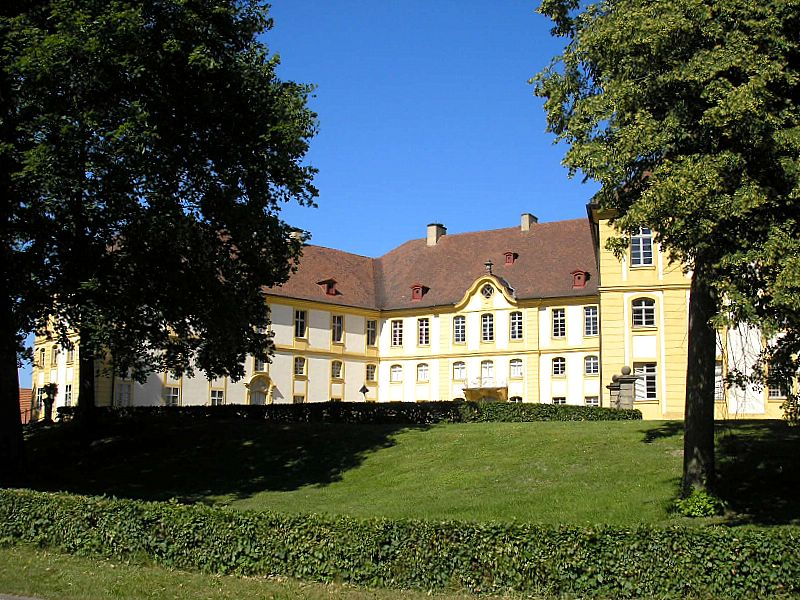
Замок Рентвайнсдорф
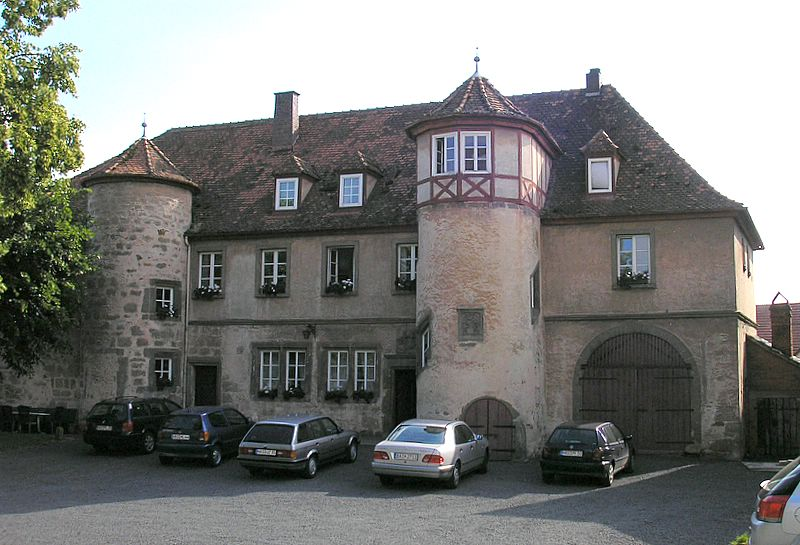
Замок Фишбах
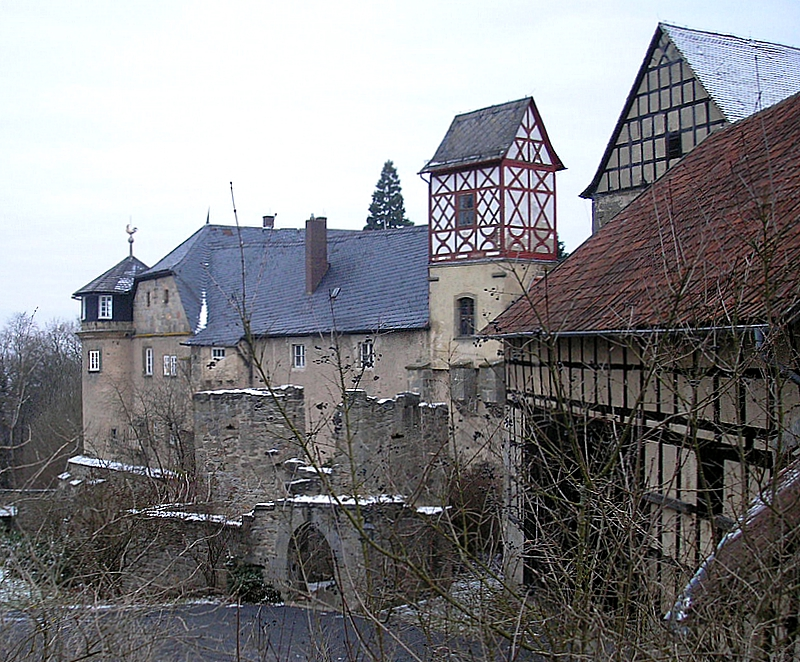
Замок Лихтенштайн  (Бавария)
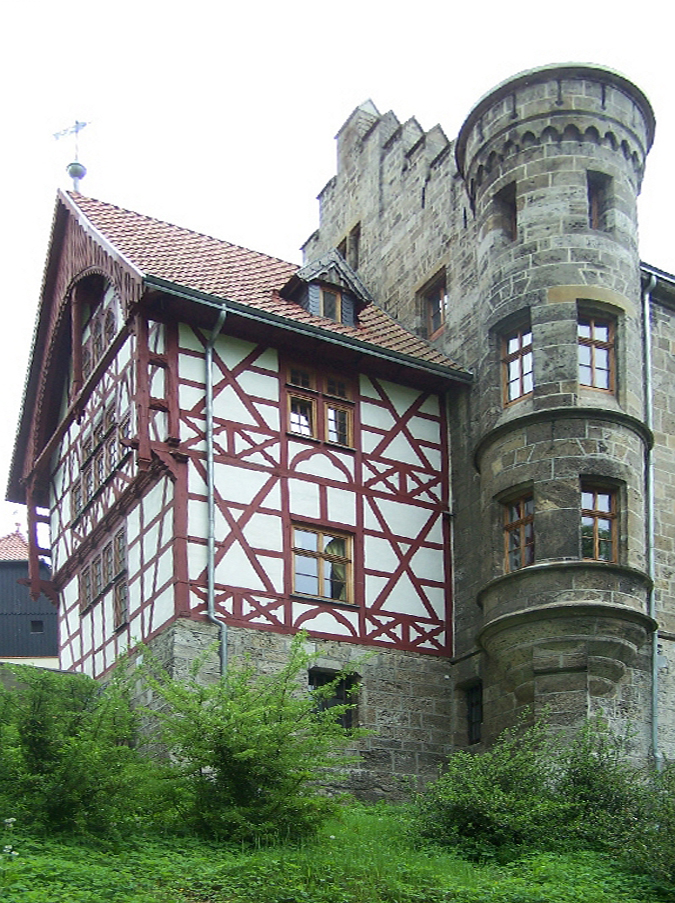
Замок Нойенхоф
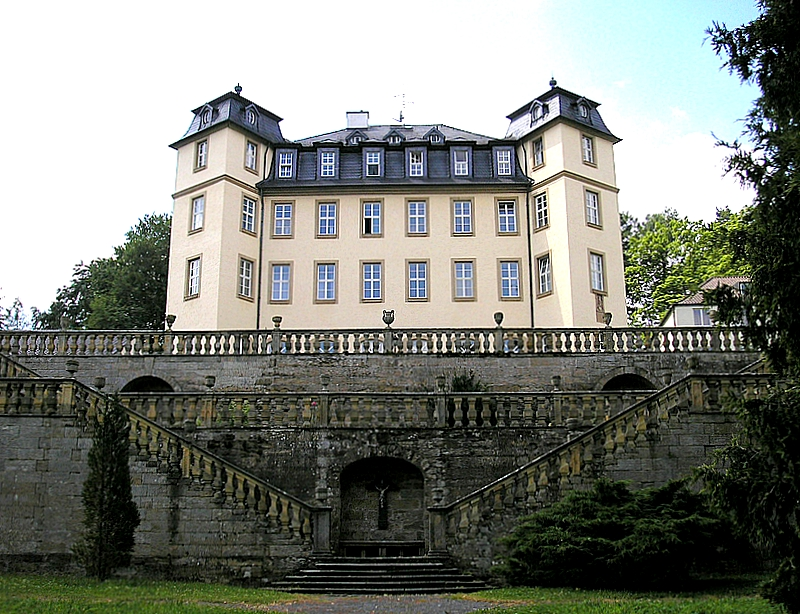
Замок Унтермерцбах
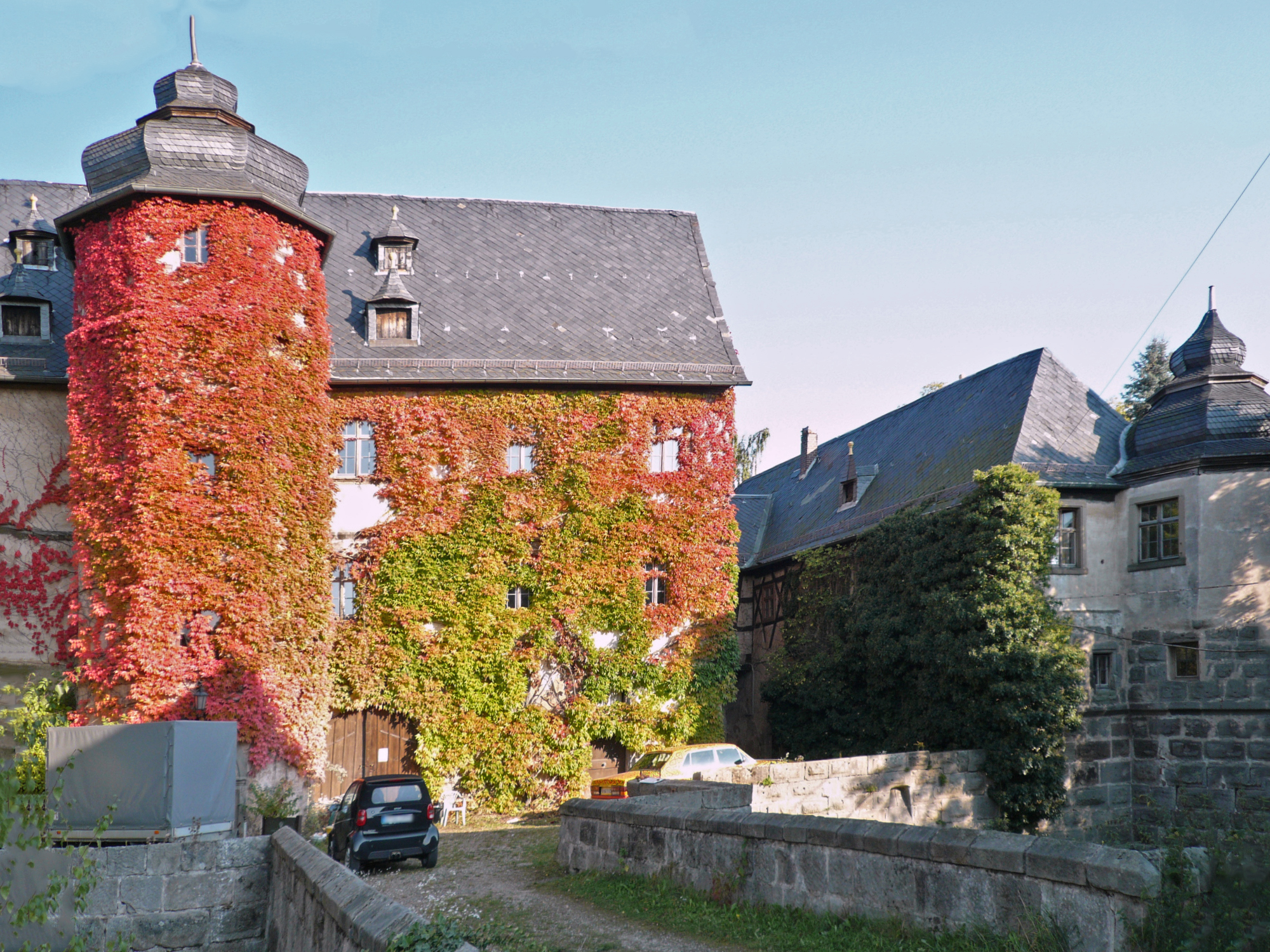
Замок Эбелсьбах
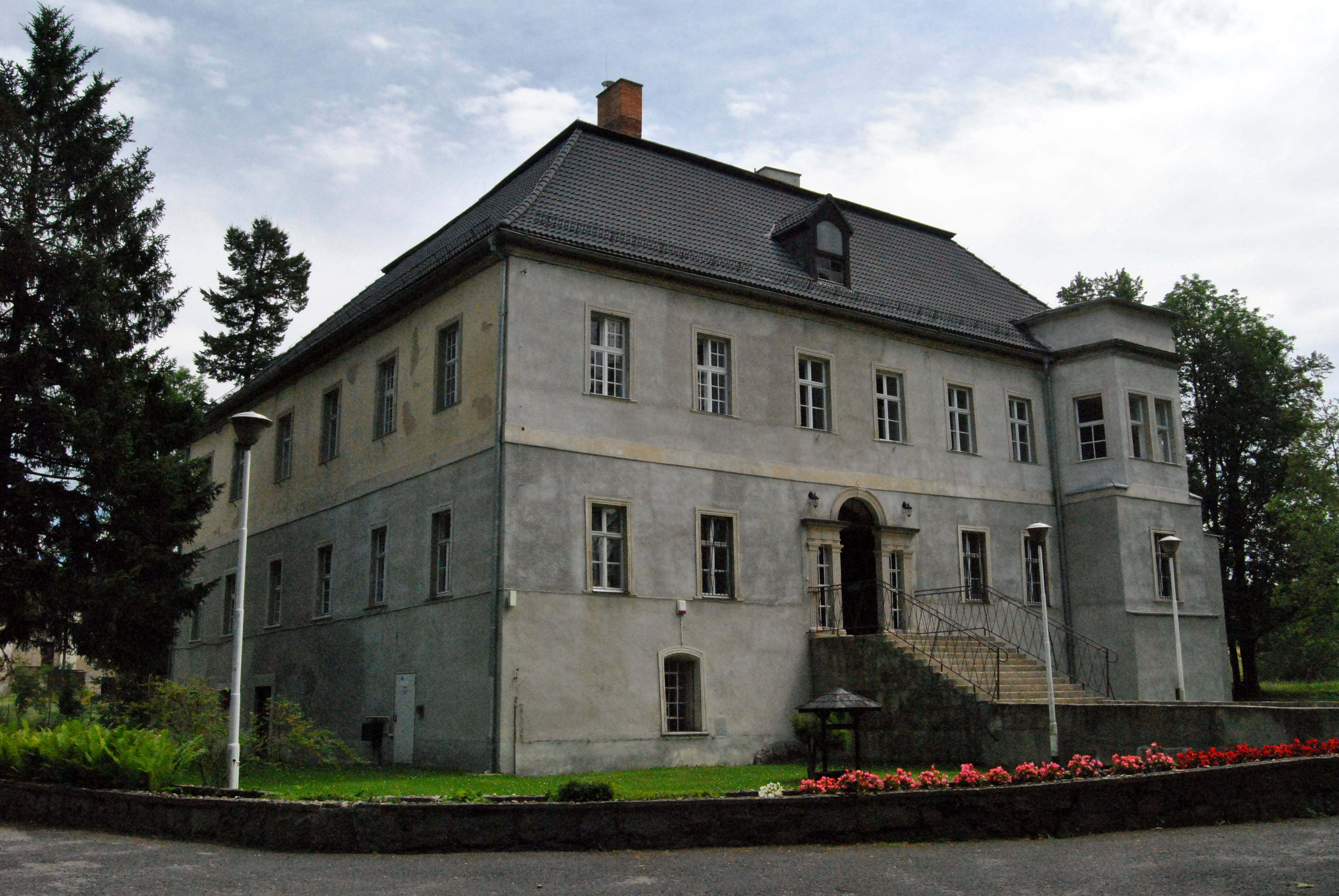
Замок Бухвальд

## Описание герба
Родовой герб представляет собой белый щит белого с диагональной широкой волнистой линией красного цвета, в правом верхнем углу — красная звезда. На шлеме с красно-белым покрывалом — красный петух.

## Известные представители
- Антон фон Ротенхан (около 1390—1459), епископ Бамбергский
- Кристоф фон Ротенхан, (около 1390—1436), епископ Лебуса
- Людвиг фон Ротенхан († после 1417 года), настоятель Терезского монастыря (1396—1417)
- Себастьян фон Ротенхан (1478—1532), франкский рыцарь, гуманист и картограф
- Александр фон Ротенхан († 1554), настоятель монастыря Банц (1529—1554)
- Филипп Рудольф Генрих Иосиф фон Ротенхан (1706—1775), каноник и член капителя собора в Вюрцбурге
- Иоганн Александр фон Роттенхан (1710—1791), крупный землевладелец в Западной Чехии
- Генрих Франц фон Роттенхан (1738—1809), адвокат, председатель Верховного суда и комиссар по законодательству Чехии и Австрии
- Герман фон Ротенхан (1800—1858), баварский государственный деятель
- Юлиус фон Ротенхан (1805—1882), баварский правительственный чиновник и политик
- Георг фон Роттенхан (1831—1914), политик
- Герман Юлий фон Ротенхан (1836—1914), баварский полковник, камергер и энтузиаст велосипедного спорта
- Вольфрам фон Ротенхан (1845—1912), дипломат
- Людвиг фон Ротенхан (1850—1922), баварский генерал-лейтенант
- Вольфрам фон Ротенхан (1887—1950), генеральный секретарь Немецкого Красного Креста (ДРК)
- Элизабет фон Ротенхан, урождённая фон Тюнген (1923—2011), обладательница Федерального креста за заслуги
- Фридрих-Вильгельм фон Ротенхан (род. 1929), фермер, лауреат премии за инновации в экономике Германии
- Элеонора фон Ротенхан (род. 1939), немецкий экономист по социальным вопросам, президент немецкого общества евангелистов
- Себастьян фон Ротенхан (род. 1949), политик